# Пол Лаксолт
Пол Домінік Лаксолт (англ. Paul Dominique Laxalt; 2 серпня 1922, Рино, Невада — 6 серпня 2018, Мак-Лейн, Ферфакс) — американський політик-республіканець.
Лаксолт є сином іммігрантів з Країни Басків. Він служив в армії Сполучених Штатів під час Другої світової війни. На початку 1940-х років навчався в Університеті Санта-Клари, після війни відновив свої заняття. Він отримав диплом юриста у 1949 році в Університеті Денвера. Працював прокурором округу Ормсбі з 1950 до 1954.
Він був віцегубернатором штату Невада з 1963 до 1967, а потім губернатором з 1967 до 1971. Сенатор США від Невади з 1974 до 1987, голова Національного комітету Республіканської партії з 1983 до 1987.